# 氯化三(联吡啶)合钌(II)
氯化三(联吡啶)合钌(II)是分子式为[Ru(bipy)3]Cl2的配合物，它是以六水合物形式存在的红色结晶盐。配合物中的氯离子可被其他阴离子比如六氟磷酸根所替代。

## 合成方法和配合物结构

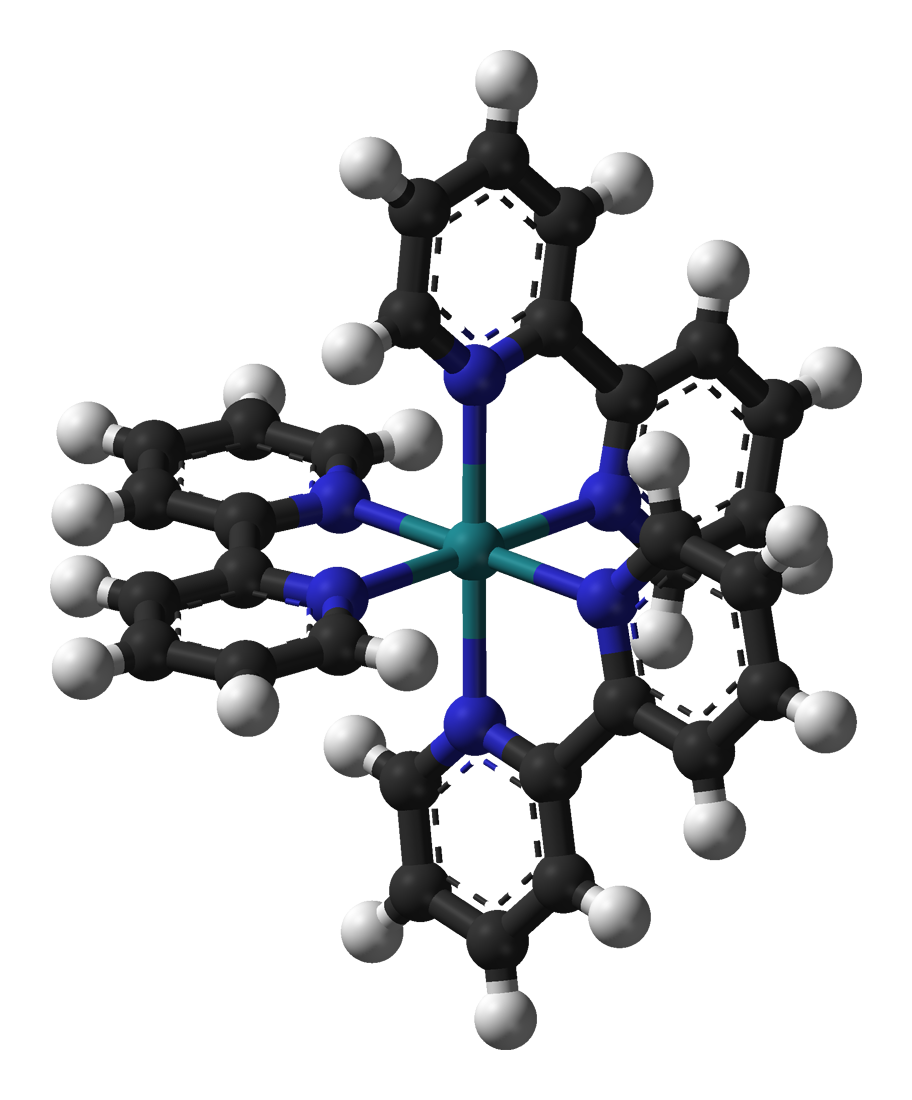
[Ru(bipy)_{3}]^{2+}]的结构

配合物可由三氯化钌的水溶液和2,2'-联吡啶反应得到，在这个过程中通常需要加入次磷酸作为还原剂将三价的钌还原成二价的钌。配合物中的[Ru(bipy)3]2+阳离子为D3对称且有手性的正八面体结构。它的外消旋体可用L-酒石酸锑钠(Na2[SbO(L-tart)])作为拆分剂拆分成两种动力学稳定的对映异构体。

## [Ru(bipy)3]2+的光化学性质
[Ru(bipy)3]2+对紫外线和可见光均有吸收。它的水溶液对452 (+/-3 nm)的可见光有吸收，对应该波长下的消光系数达到11,500 M−1cm−1。在乙腈和水溶液中的激发态寿命分别达到890纳秒和690纳秒。通过释放出波长为600纳米的光子激发态弛豫至基态。由于[Ru(bipy)3]2+的激发态是三线态的，而因分子结构的影响存在配合物离子的电荷分离使得基态为单线态的，三线态向基态的转变是禁阻的，转变速度慢，所以激发态的存在寿命较长。